# Esperimento di Miller-Urey
L'esperimento di Miller-Urey rappresenta la prima dimostrazione che, nelle giuste condizioni ambientali, le molecole organiche si possono formare a partire da sostanze inorganiche più semplici.
L'esperimento fu condotto nel 1952 presso l'Università di Chicago dal chimico Stanley Miller e dal suo docente, il premio Nobel Harold Urey, per dimostrare la teoria di Oparin e Haldane che ipotizzavano che le condizioni della Terra primordiale avessero favorito reazioni chimiche conducenti alla formazione di composti organici a partire da componenti inorganiche.

## L'esperimento

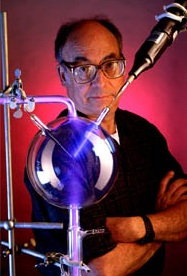
Stanley Miller

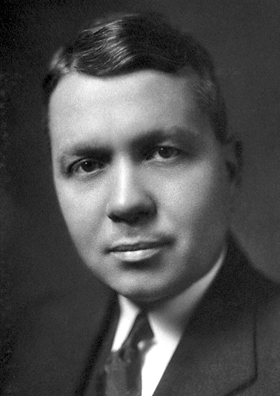
Harold Clayton Urey

Per compiere questo esperimento Miller ricreò le condizioni ambientali che si pensava fossero presenti nella Terra primordiale. Partì dal presupposto che in quell'atmosfera non ci fosse ossigeno libero, quanto piuttosto abbondasse idrogeno (H2), l'elemento più diffuso nell'universo, e altri gas quali metano (CH4) e ammoniaca (NH3), oltre ad acqua (H2O). Con queste condizioni ed in presenza di una fonte di energia, come i fulmini o la radiazione solare, si sarebbero potute originare molecole più complesse.
Per l'esperimento Miller e il suo professore si servirono di un sistema sterile costituito da due sfere contenenti l'una acqua allo stato liquido e l'altra i gas elencati precedentemente e due elettrodi, collegate tra loro da un sistema di tubi sigillati. L'acqua veniva scaldata per indurre la formazione di vapore acqueo mentre i due elettrodi venivano utilizzati per fornire scariche elettriche che simulavano fulmini. Il tutto veniva poi raffreddato cosicché l'acqua potesse ricondensare e ricadere nella prima sfera per ripetere il ciclo.
Dopo circa una settimana ininterrotta in cui le condizioni erano mantenute costanti, Miller osservò che circa il 15% dell'idrogeno era andato a formare composti organici, tra cui alcuni amminoacidi ed altri potenziali costituenti biologici, come elencati nella tabella sotto riportata.

## Risultati
Ogni 59.000 micromoli (μmol = 1/1.000.000 di mole) di CH4 trasformati si sono ottenuti:
| Prodotto                    | Formula                                            | Produzione (N° di μmol) | Atomi di C | Atomi di C in μmol |
| --------------------------- | -------------------------------------------------- | ----------------------- | ---------- | ------------------ |
| Acido formico               | {\displaystyle H-COOH}                             | 2330                    | 1          | 2330               |
| Glicina *                   | {\displaystyle H_{2}N-CH_{2}-COOH}                 | 630                     | 2          | 1260               |
| Acido glicolico             | {\displaystyle HO-CH_{2}-COOH}                     | 560                     | 2          | 1120               |
| Alanina *                   | {\displaystyle H_{3}C-CH(NH_{2})-COOH}             | 340                     | 3          | 1020               |
| Acido lattico               | {\displaystyle H_{3}C-CH(OH)-COOH}                 | 310                     | 3          | 930                |
| β-Alanina                   | {\displaystyle H_{2}N-CH_{2}-CH_{2}-COOH}          | 150                     | 3          | 450                |
| Acido acetico               | {\displaystyle H_{3}C-COOH}                        | 150                     | 2          | 300                |
| Acido propionico            | {\displaystyle H_{3}C-CH_{2}-COOH}                 | 130                     | 3          | 390                |
| Acido iminodiacetico        | {\displaystyle HOOC-CH_{2}-NH-CH_{2}-COOH}         | 55                      | 4          | 220                |
| Acido diamminoacetico       | {\displaystyle H_{3}C-NH-CH_{2}-COOH}              | 50                      | 3          | 150                |
| Acido α-ammino-n-butirrico  | {\displaystyle H_{3}C-CH_{2}-CH(NH_{2})-COOH}      | 50                      | 4          | 200                |
| Acido α-idrossi-n-butirrico | {\displaystyle H_{3}C-CH_{2}-CH(OH)-COOH}          | 50                      | 4          | 200                |
| Acido succinico             | {\displaystyle HOOC-CH_{2}-CH_{2}-COOH}            | 40                      | 4          | 160                |
| Urea                        | {\displaystyle H_{2}N-CO-NH_{2}}                   | 20                      | 1          | 20                 |
| N-Metilurea                 | {\displaystyle H_{2}N-CO-NH-CH_{3}}                | 15                      | 2          | 30                 |
| N-Metilalanina              | {\displaystyle H_{3}C-CH(NH-CH_{3})-COOH}          | 10                      | 4          | 40                 |
| Acido glutammico *          | {\displaystyle HOOC-CH_{2}-CH_{2}-CH(NH_{2})-COOH} | 6                       | 5          | 30                 |
| Acido aspartico *           | {\displaystyle HOOC-CH_{2}-CH(NH_{2})-COOH}        | 4                       | 4          | 16                 |
| Acido α-amminoisobutirrico  | {\displaystyle H_{3}C-C(CH_{3})(NH_{2})-COOH}      | 1                       | 4          | 4                  |
| Totale                      |                                                    | 4916                    |            | 8944               |

* = Amminoacidi proteinogeni
Forti di queste considerazioni, Miller e Urey con questo esperimento dimostrarono che scariche elettriche, simulanti fulmini, in presenza di acqua e di una mistura di gas tra cui metano e ammoniaca portavano alla formazione di diverse molecole organiche tra cui alcuni amminoacidi.
Sulla Terra primordiale le reazioni coinvolte poterono proseguire per milioni di anni, rendendo possibile un ulteriore sviluppo delle sostanze organiche.
In un recente studio pubblicato su PNAS è stata eseguita un'analisi accurata per mezzo di tecniche moderne sui campioni conservati da Miller nel 1958, mostrando la presenza di un maggior numero di composti organici rispetto alle analisi originarie. Altri studi eseguiti sulle fiale conservate da Miller hanno mostrato risultati analoghi.

### Reazioni chimiche ipotizzate
Effettuando dei prelievi durante l'esperimento, Miller ed Urey osservarono che la concentrazione di ammoniaca diminuiva progressivamente mentre le concentrazioni di acido cianidrico e di cianogeno aumentavano costantemente, come anche per le aldeidi. Gli amminoacidi comparivano più tardi a spese dell'acido cianidrico e delle aldeidi. Questo fa supporre che gli amminoacidi si siano formati a partire dalle aldeidi e dall'acido cianidrico con un meccanismo ben noto in chimica organica che prende il nome di sintesi amminoacidica di Strecker.

### Limiti
In realtà le condizioni utilizzate dai due studiosi non riproducevano esattamente quelle dell'atmosfera primordiale, ma furono sufficienti comunque a rendere plausibile la possibilità che la vita si fosse sviluppata proprio partendo dagli elementi già presenti nel pianeta.
La sintesi di amminoacidi in laboratorio conduce alla formazione di un numero uguale di enantiomeri levogiri e destrogiri. Questo tipo di distribuzione racemica non è caratteristico delle forme di vita così come le conosciamo oggi. Infatti tutte le attuali forme di vita dipendono solamente da amminoacidi levogiri. Tuttavia la produzione di miscele racemiche in laboratorio non preclude la formazione di strutture prebiotiche in gran parte levogire nell'ambiente naturale così come non è esclusa l'azione selettiva di substrati inorganici come le rocce nella formazione di un solo enantiomero.
L'interesse degli scienziati circa l'origine abiotica della vita si è spostato in modo complementare dal pianeta Terra allo spazio profondo. Infatti si stanno accumulando numerose osservazioni della presenza di molecole organiche complesse nelle polveri e nelle nubi interstellari.

### Esperimenti analoghi
L'esperimento di Miller e Urey ha ispirato altri interessanti tentativi di riproduzione abiotica di molecole organiche di interesse biologico.
Nel 1961 Joan Oró realizzò una sintesi della base nucleotidica adenina a partire da acido cianidrico e ammoniaca acquosa.. Nelle stesse condizioni si formarono anche diversi amminoacidi.

### Prospettive future
Robert Hazen, geologo della George Mason University, nel 2012 ha dichiarato che: